# (10156) 1994 VQ7
1994 في كيو 7 (ويعرف أيضًا باسم (10156) 1994 في كيو 7 وفق تسمية الكوكب الصغير) (بالإنجليزية: 1994 VQ7)‏ هو كويكب ضمن حزام الكويكبات؛ وترتيبه 10156 من حيث الاكتشاف.
اكتُشف هذا الجُرم الفلكي بواسطة هيروشي كانيدا في 7 نوفمبر 1994.

## وصلات خارجية
- (10156) 1994 VQ7 في قاعدة بيانات مختبر الدفع النفاث لأجرام النظام الشمسي الصغيرة

- الاكتشاف · مخطط المدار ·  العناصر المدارية · المعلمات المادية

- (10156) 1994 VQ7 على موقع ويكي سكاي: DSS2, SDSS, GALEX, IRAS, Hydrogen α, X-Ray, Astrophoto, Sky Map, Articles and images